# Richtext
Richtext och dess efterföljare enriched text är format avsedda att tillåta enkel extra formatering av text i e-postmeddelanden. De blev aldrig spridda, då HTML kom att användas i den avsedda funktionen.
Richtext, med MIME-typen text/richtext, definierades i RFC 1341 år 1992 och efterföljaren text/enriched i [[RFC:1896|RFC 1896]] år 1996.